# Quanti anni ho?/Oceano
Quanti anni ho?/Oceano è il 18° singolo del gruppo musicale italiano dei Nomadi, pubblicato in Italia nel 1972 dalla Columbia.

## Tracce
1. Quanti anni ho? – 2:40 (Alberto Salerno, Damiano Dattoli)
2. Oceano – 2:55 (Beppe Carletti, Carlo Alberto Contini)

Durata totale: 5:35